# Malcolm Dixon
Malcolm Dixon (18 avril 1899 - 7 décembre 1985) est un biochimiste britannique.

## Jeunesse
Dixon est né à Cambridge, au Royaume-Uni, d'Allick Page Dixon et de Caroline Dewe Dixon (née Mathews). Il obtient son doctorat en 1925, pour des recherches dirigées par Frederick Gowland Hopkins à l'Université de Cambridge.

## Recherches et carrière
Les recherches de Dixon portent sur la purification des enzymes et la cinétique enzymatique des réactions catalysées par les enzymes. Il étudie l'oxydation du glutathion et d'autres thiols par l'oxygène moléculaire et mesure le potentiel redox du système thiol- disulfure, établissant également que l'oxydation du glutathion est catalysée par des métaux traces. Il étudie la xanthine oxydase et élucide ainsi de nombreux aspects de la chimie des déshydrogénases. Il montre que le peroxyde d'hydrogène formé lors de la réaction de la xanthine oxydase avec l'oxygène moléculaire inactive l'enzyme et que l'inhibition peut être levée par l'ajout de catalase contribuant ainsi à établir un rôle biochimique pour cette dernière enzyme. Dixon publie une série d'articles sur la D-aminoacide oxydase, détaillant la cinétique et la thermodynamique de l'association de la coenzyme avec l'apoprotéine, la spécificité du substrat et de l'inhibiteur, et l'effet du pH sur les constantes cinétiques.
Dixon est un expert de la théorie et de l'utilisation des manomètres. En 1931, il collabore avec David Keilin et Robin Hill pour déterminer le premier spectre d'absorption d'un cytochrome, le Cytochrome c . Dixon étudie la chimie des lacrymogènes et du gaz moutarde et propose une théorie des phosphokinases pour expliquer leur mode d'action.
Dixon propose une manière largement utilisée de tracer les données d'inhibition enzymatique, communément appelée graphique de Dixon, dans laquelle le taux réciproque est tracé en fonction de la concentration d'inhibiteur. De manière plutôt déroutante, le même nom est parfois donné à un graphique assez différent proposé par Dixon la même année pour analyser les dépendances au pH, dans lequel le logarithme d'un paramètre de Michaelis – Menten est tracé en fonction du pH.
Le livre classique de Dixon Enzymes, écrit avec Edwin C. Webb est publié en 1958, avec d'autres éditions en 1964  et 1979. il a une grande influence sur le développement de la biochimie. Il contient l'un des premiers efforts majeurs pour concevoir un moyen systématique de classer et de nommer les enzymes. Cela constitue le point de départ de la présente classification par l'IUBMB.
Dixon est élu membre de la Royal Society (FRS) en 1942 et devient membre du King's College de Cambridge en 1950. Il est décédé à Cambridge en 1985.